# Unser Leben – Der Film
Unser Leben ist ein Tierdokumentationsfilm. Produziert wurde der Film 2011 von BBC Earth. Er kam Mitte März 2012 in die deutschen Kinos.
Regisseure der Dokumentation sind die Dokumentarfilmer der BBC Martha Holmes und Michael Gunton. Der Kinofilm ist aus der 10-teiligen BBC-TV-Serie Das Wunder Leben (Life)  entstanden. Diese aufwändige Produktion, bei der 35 Kameramänner beteiligt waren und für die zum Teil monatelange Beobachtungsreisen unternommen wurden, lieferte das Rohmaterial.

## Handlung
Es wird das Verhalten verschiedener Tiere gezeigt und damit die Stationen im Leben (Life-History) geschildert: Aufwachsen, Nahrung finden, Schutz suchen, einen Partner finden, Nachwuchs großziehen. Zu den dargestellten Tieren gehören Blattschneiderameisen, Bartgeier, Saigaantilopen und Goldmulle.

## Umsetzung
Deutscher Sprecher ist Dietmar Wunder, die deutsche Synchronstimme des Originalsprechers Daniel Craig. Craigs Zusammenarbeit mit der BBC geht auf das BBC-Serien-Drama Our Friends in the North zurück, in der Craig in einer Hauptrolle zu sehen war.

## Kritik
Unter Cineasten erhielt der Film durchweg gute Kritiken in Deutschland. Gewürdigt wurde vor allem die Kombination aus den eingesetzten Mitteln und der gut erzählten Geschichte. Negativ angemerkt wurde die Vermenschlichung der Tiere sowie die mangelnde Dramaturgie, da es sich um einen Zusammenschnitt mehrerer Folgen handelt.

## Vermarktung
In Deutschland wurde von der Deutschlandvermarktung des Filmes ein Heft für Lehrer erstellt. Der Film wird vom Deutschlandvertrieb für die Fächer Biologie, Erdkunde, Religion, Ethik, Musik und Kunst empfohlen.
Die NGO ProWildlife ist offizieller Partner des Filmprojektes.